# Sieneke
Sieneke Ashley Kristel Baum-Peeters, més coneguda com a Sieneke, (Nimega, 1 d'abril de 1992) és una cantant neerlandesa. Va participar pels Països Baixos en el Festival de la Cançó d'Eurovisió 2010 amb la canço Ik ben verliefd (sha-la-lie). No va arribar a la final.
Sieneke està casada i té una filla i un fill.